# Якоб Аркадельт
Якоб Аркаде́льт (нід. Jacobus Arcadelt; бл. 1507, Льєж або Намюр — 14 жовтня 1568, Париж?) — франко-фламандський композитор; працював переважно в Італії. Один із засновників традиції італійського мадригала XVI століття.

## Біографія
Незважаючи на те, що більшість ранньодрукованих збірників передають ім'я Аркадельта в галліційській формі Arcadet, сучасні вчені припускають все ж фламандське походження композитора. Починаючи з 1520-их років жив в Італії. У 1535-37 роках перебував на службі флорентійського герцога Алессандро Медічі, можливо, змінивши на цій посаді Філіпа Вердельо. 1538 року переїхав до Риму, де написав мадригал «Ecco d'oro l'età» з нагоди одруження Маргарити Австрійської й Оттавіо Фарнезе. У 1540-1551 роках був капельмейстером (magister capellae) в Сікстинській капелі. У 1552-68 роках працював у Франції у кардинала Карла Гіза в Лотарингії. Документальних свідчень про останній, французький, період життя Аркадельта не збереглося; можливо, він також служив Карлу IX.

## Творчість
У творчому доробку Аркадельта виключно вокальна музика: 24 мотета (переважно на 4 і 5 голосів), 126 французьких шансонів, латинські багатоголосні пісні (на тексти Вергілія, Горація, Марціала), близько 250 мадригалів (на 3-6 голосів, головним чином, на 4 голоси; багато мадригалів, опубліковані в друкованих збірниках того часу як анонімні, можливо, також належать Аркадельту), три меси, Магніфікати, плачі пророка Єремії.
Повне зібрання творів Аркадельта опублікував у серії «Corpus mensurabilis musicae» Елберт Сі.

## Список творів

### Мадригали
- Il primo libro di madrigali (a4; Венеція, 1539)
- Il secondo libro de madrigali (a4; Венеція, 1539)
- Il vero secondo libro di madrigali (a4; Венеція, 1539)
- Terzo libro de i madrigali novissimi (a4; Венеція, 1539)
- Il quarto libro di madrigali (a4; Венеція, 1539)
- Primo libro di madrigali (a3; Венеція, 1542)
- Il quinto libro di madrigali (a4; Венеція, 1544)
- Інші мадригали в різних сбірниках (між 1537 і 1559)

### Шансон
- Quatorsiesme livre de chansons (a4-a6; Париж, 1561)
- Tiers livres de chansons (а4; Париж, 1567)
- Quatrième livre de chansons (а4; Париж, 1567)
- Cinquième livre de chansons (а4; Париж, 1567)
- Sisième livre de chansons (а4-а5; Париж, 1569)
- Neuvième livre de chansons (а4-а6; Париж, 1569)

### Меси
- Missa «Ave regina caelorum» (a5; Париж, 1557)
- Missa de beata virgine (a4; Париж, 1557)
- Missa «Noe Noe» (а6; на мотет Ж.Мутона; Париж, 1557)

### Інша церковна музика
- Magnificat primi toni (а4-а6; Париж, 1557)
- Lamentationes Jeremiae I (а4; Париж, 1557)
- Lamentationes Jeremiae II (а4; Париж, 1557)
- Lamentationes Jeremiae IIII (а4; Париж, 1557)

### Мотети
- Benedixit Deus Noe (a4, 1532)
- Candida virginitas (a6)
- Congregati sunt (a5, 1538)
- Corona aurea (a5)
- Domine Deus omnipotens (a4, 1538)
- Domine exaltetur manus tua (a4, 1539)
- Domine non secundum peccata nostra (a3-a5)
- Dum complerentur dies Pentecostes (a5, 1538)
- Estote fortes in bello (a6)
- Filiae Jerusalem (a4, 1532)
- Gaudent in caelis (a5, 1538)
- Gloriosae Virginis Mariae (a5)
- Haec dies (a4, 1532)
- Hodie Beata Virgo Maria (a4, 1539)
- Istorum est enim (a7, 1564)
- Memento salutis auctor (a4)
- Michael archangele (a5, 1538)
- O gloriosa domina (a4, 1538)
- O pulcherrima mulierum (a5, 1539)
- O sacrum convivium (a5, 1539; суперечна атрибуція);
- Pater noster (a8, 1545);
- Recordare Domine (a5, 1540);
- Regina caeli (a5)
- Salve regina (a5)

### Латинські пісні
- At trepida et coeptis (Вергілій; a4, 1556)
- Integer vitae scelerisque (Горацій; a3, 1559)
- Montium custos nemorumque, (a3, 1559)
- Poscimur, si quid vacui (Горацій; a3, 1559)
- Vitam que faciunt beatiorem (Марціал; a4, 1556)